# Cuphea rubrovirens
Cuphea rubrovirens là một loài thực vật có hoa trong họ Lythraceae. Loài này được T.B.Cavalc. mô tả khoa học đầu tiên năm 1989.